# سفرول
| Legal status
السَفْرول أو الزَعْفَرول هو مركب عضوي بالصيغة CH2O2C6H3CH2CH=CH2. وهو سائل زيتي عديم اللون، على الرغم من أن العينات غير النقية يمكن أن تظهر باللون الأصفر. وهو عضو في عائلة فينيل بروبانويد من المنتجات الطبيعية، ويوجد في نباتات الساسفراس وغيرها. توجد كميات صغيرة منه في مجموعة واسعة من النباتات، حيث يعمل مضاد إغذاء ‏ طبيعي. يعتبر نبات أوكوتة ذات رائحة، الذي ينمو في البرازيل، و الساسفراس الأبيض ‏، الذي ينمو في شرق أمريكا الشمالية، المصدرين الطبيعيين الرئيسيين للسفرول. للسفرول رائحة "متاجر الحلويات" المميزة.